# ديبرا جو راب
ديبرا جو راب (بالإنجليزية: Debra Jo Rupp)‏ هي ممثلة أمريكية، ولدت في 24 فبراير 1951 بغلينديل في الولايات المتحدة.

## أعمال

### أفلام
- (1988) كبير[4][5]
- (1992) الموت أصبح هي[6]

### مسلسلات
- عرض السبعينات ذاك

## وصلات خارجية
- ديبرا جو راب على موقع IMDb (الإنجليزية)
- ديبرا جو راب على موقع ألو سيني (الفرنسية)
- ديبرا جو راب على موقع تيرنر كلاسيك موفيز (الإنجليزية)
- ديبرا جو راب على موقع أول موفي (الإنجليزية)
- ديبرا جو راب على موقع قاعدة بيانات برودواي على الإنترنت (الإنجليزية)
- ديبرا جو راب على موقع قاعدة بيانات الأفلام السويدية (السويدية)
- ديبرا جو راب على موقع إن إن دي بي (الإنجليزية)
- ديبرا جو راب على موقع قاعدة بيانات الفيلم (الإنجليزية)
- ديبرا جو راب على موقع كينوبويسك (الروسية)